# 애틀랜티스 우주왕복선
애틀랜티스 우주왕복선( - 宇宙往復船, 영어: Space Shuttle Atlantis, 제식번호 OV-104)은 현재 미국 NASA에서 퇴역한 세 개의 우주왕복선 중의 하나이다. (다른 두 개는 디스커버리와 인데버이다.) 애틀랜티스는 4번째로 만들어진 우주왕복선이다. 2007년 초 NASA는 2010년까지 애틀랜티스를 발사한다던 계획을 뒤집고 2011년 7월 8일 발사했다. 애틀랜티스호의 비행은 미 우주왕복선의 135번째 비행이자 마지막 임무였다. 애틀랜티스호는 발사 후 우주정거장 도킹에 성공해 12일간 임무를 수행한 뒤 21일 지구로 돌아왔다. NASA의 우주왕복선 프로젝트의 끝을 애틀랜티스의 마지막 임무인 STS-135로 마무리지었다.

## 사진

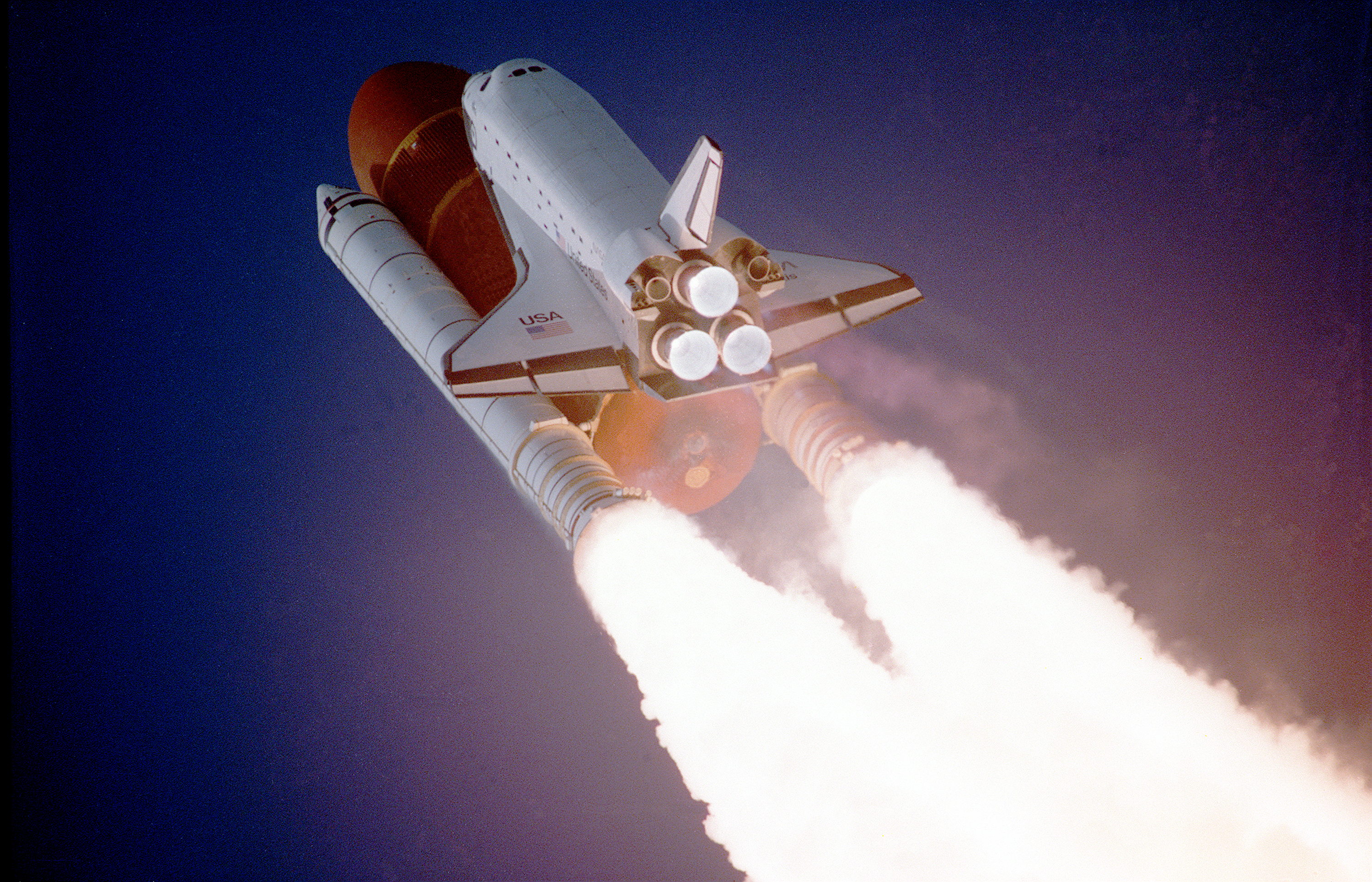
STS-27의 발사 장면.
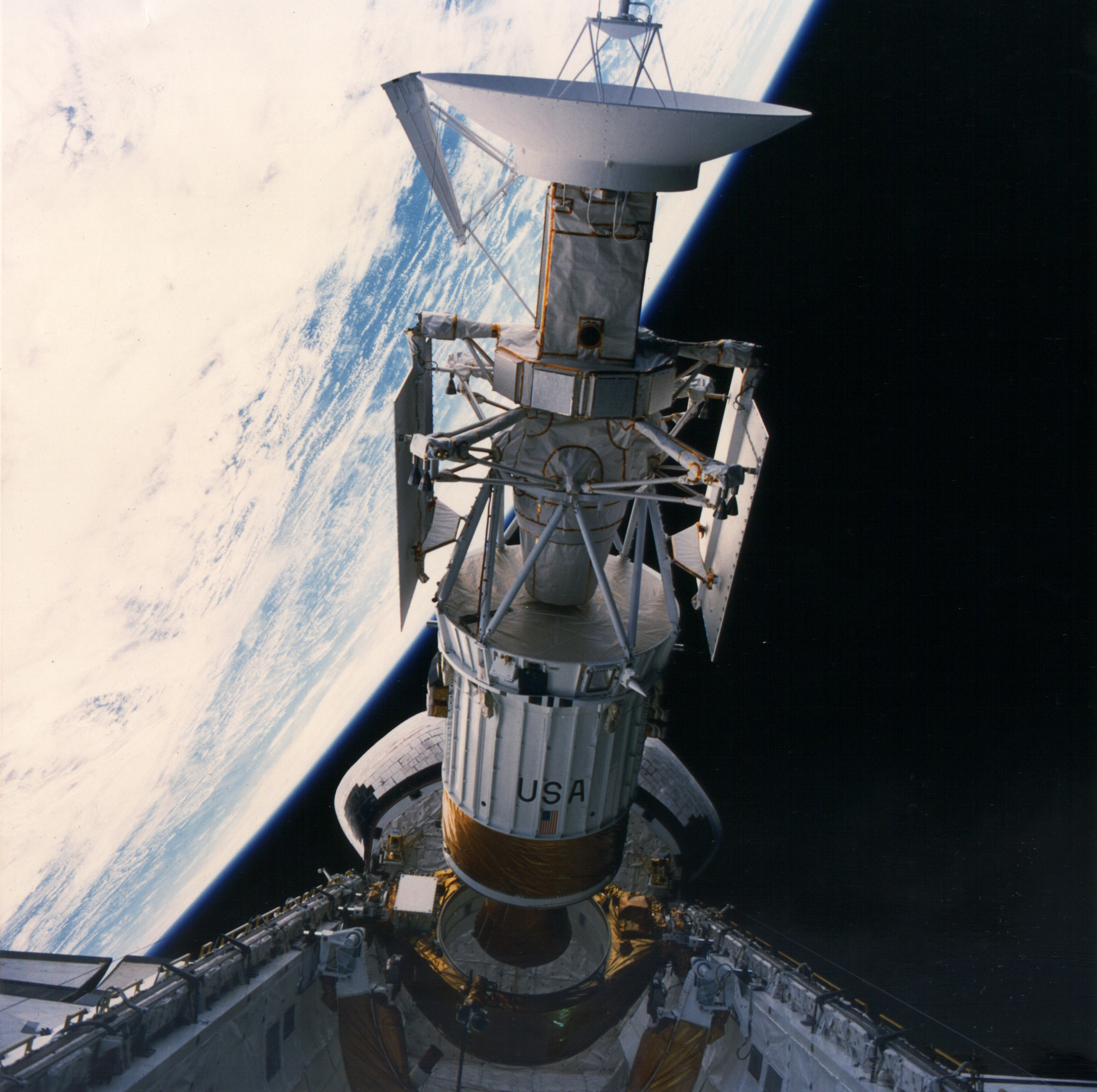
마젤란 탐사선이 금성 탐사를 위해 애틀랜티스에서 분리되고 있다. 이 임무는 STS-30이다.
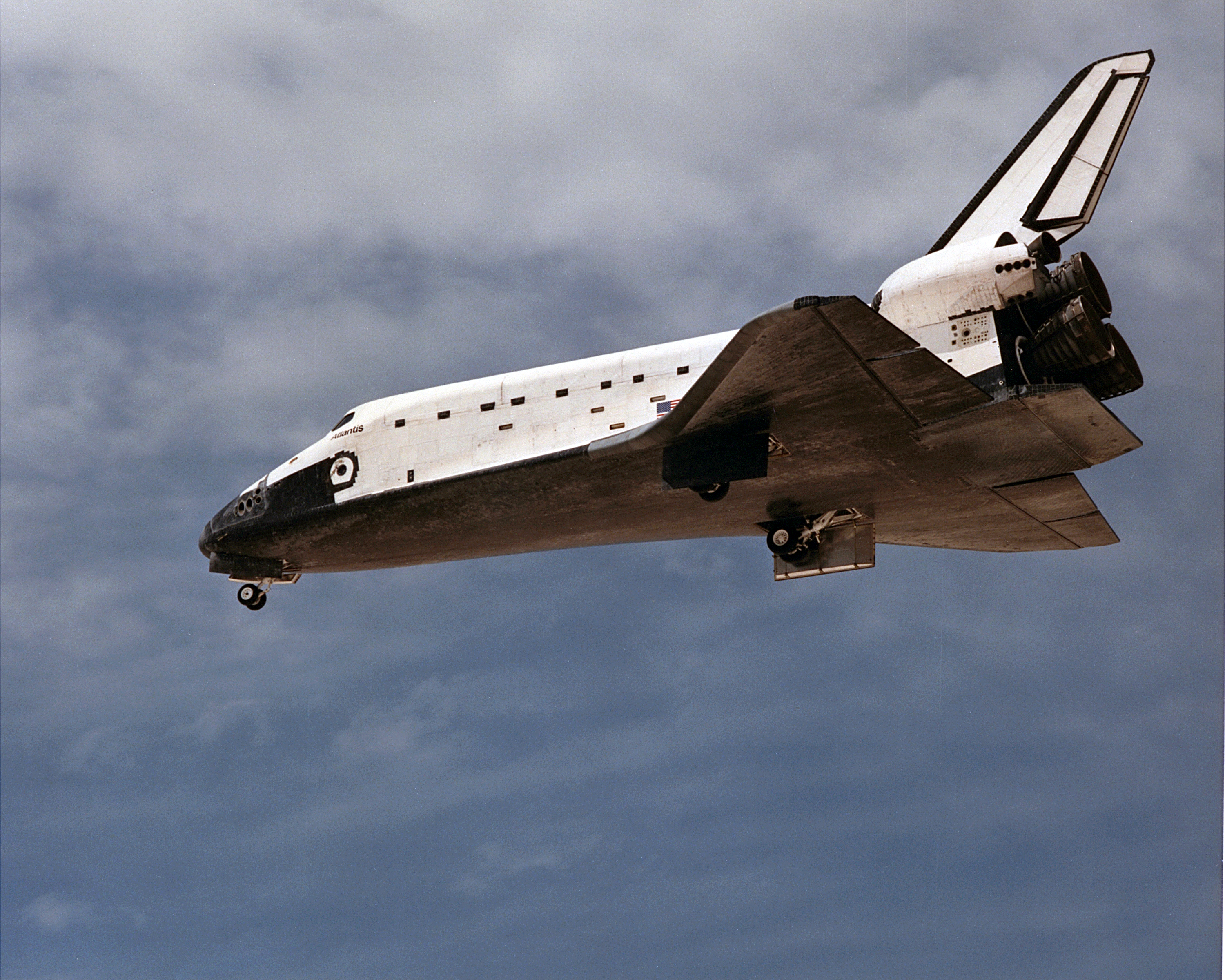
착륙 직전의 STS-30. STS-30은 에드워드 공군기지에 착륙했다.
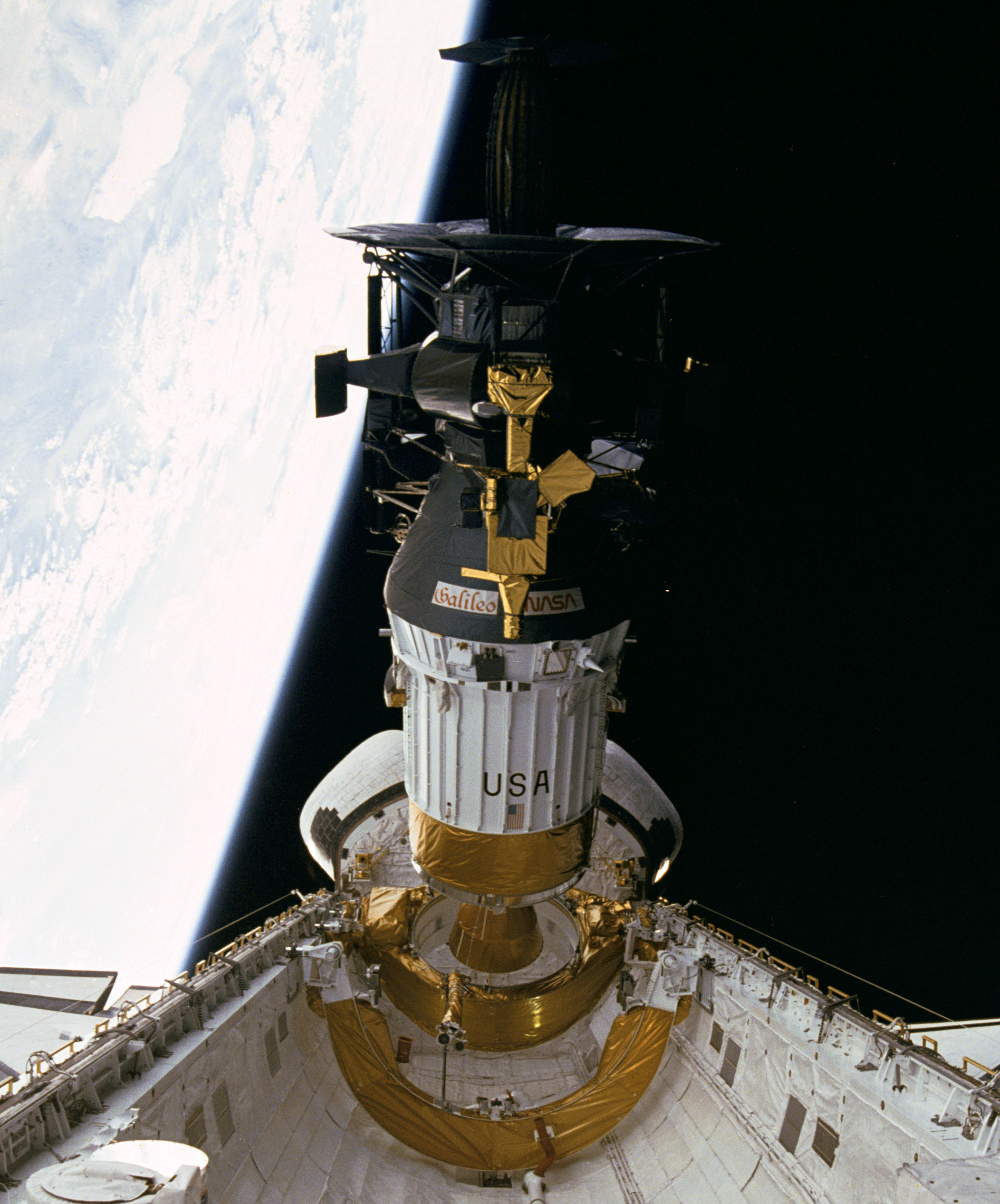
갈릴레오 호가 목성 탐사를 위해 애틀랜티스에서 분리되고 있다. 이 임무는 STS-34이다.
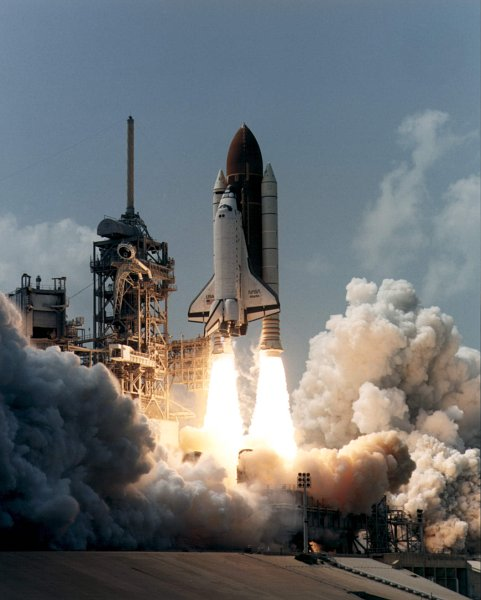
STS-71의 발사 장면.
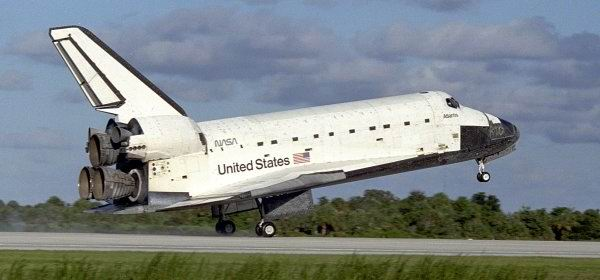
STS-86의 착륙. 1997년 10월 6일에 촬영.
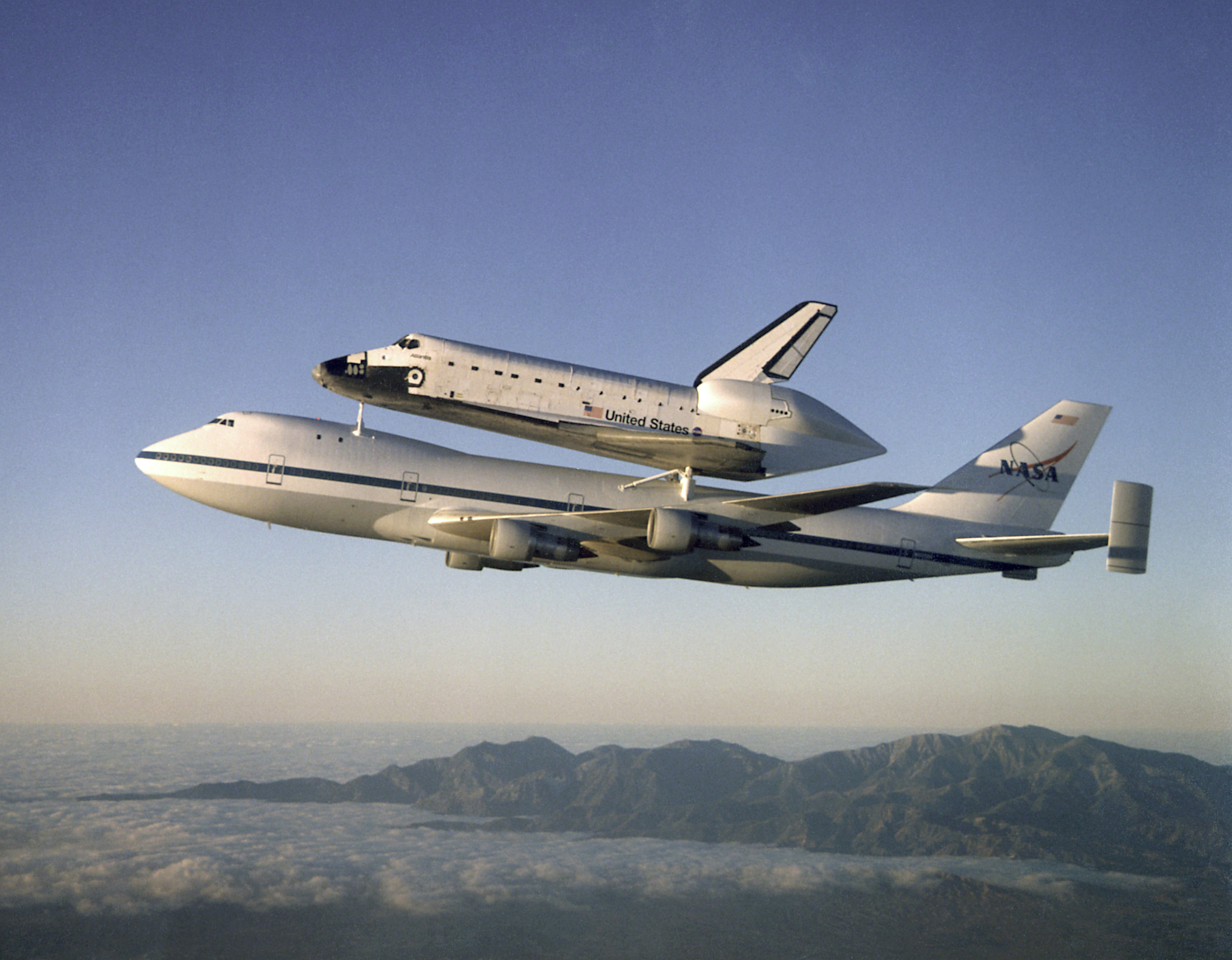
1998년, 우주 왕복선 수송기에 실려 비행중인 애틀랜티스.
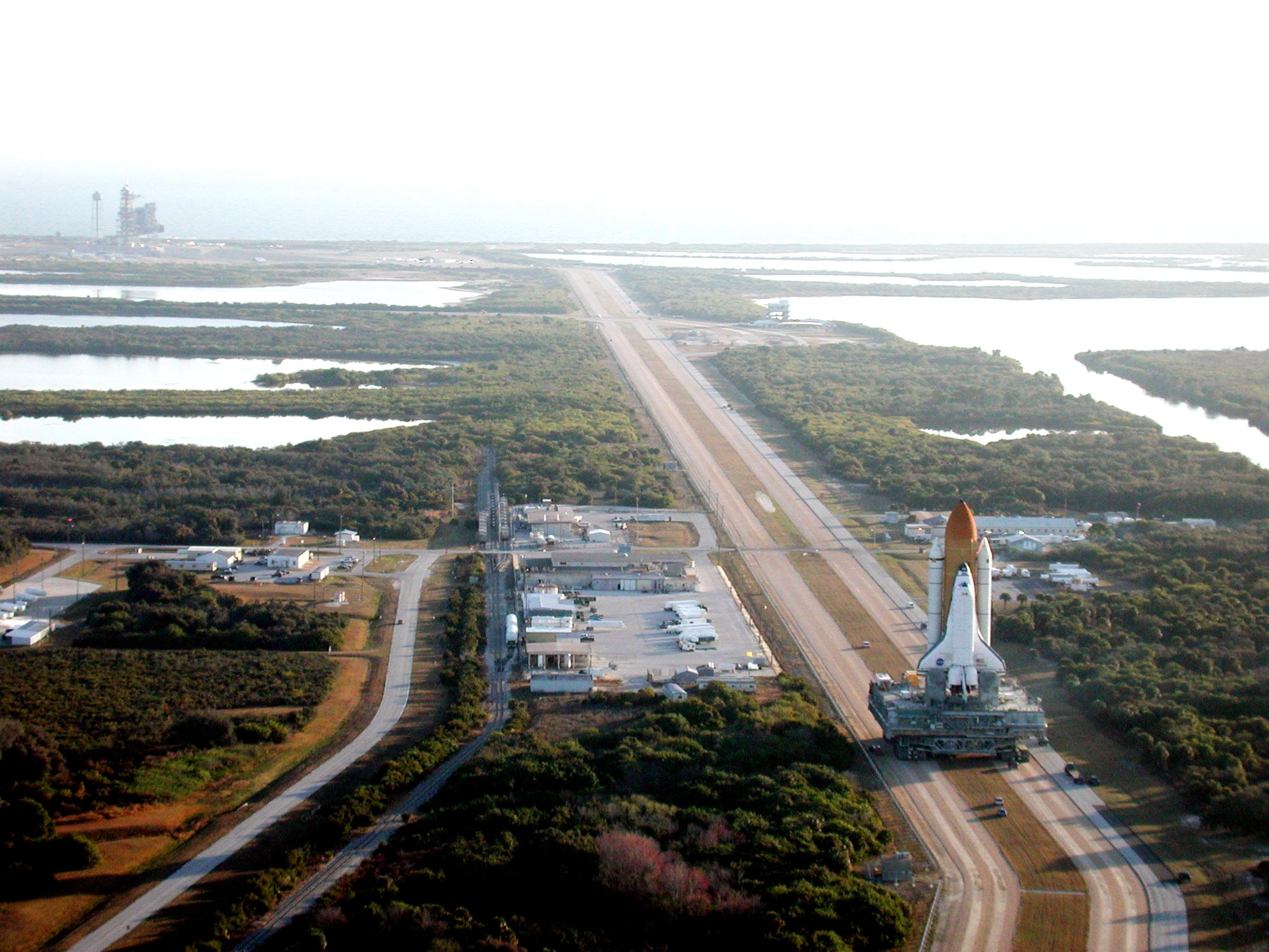
STS-98 임무를 위해 발사대기중인 애틀랜티스. STS-98의 임무는 데스티니 모듈을 국제우주정거장으로 실어나르는 것이다.
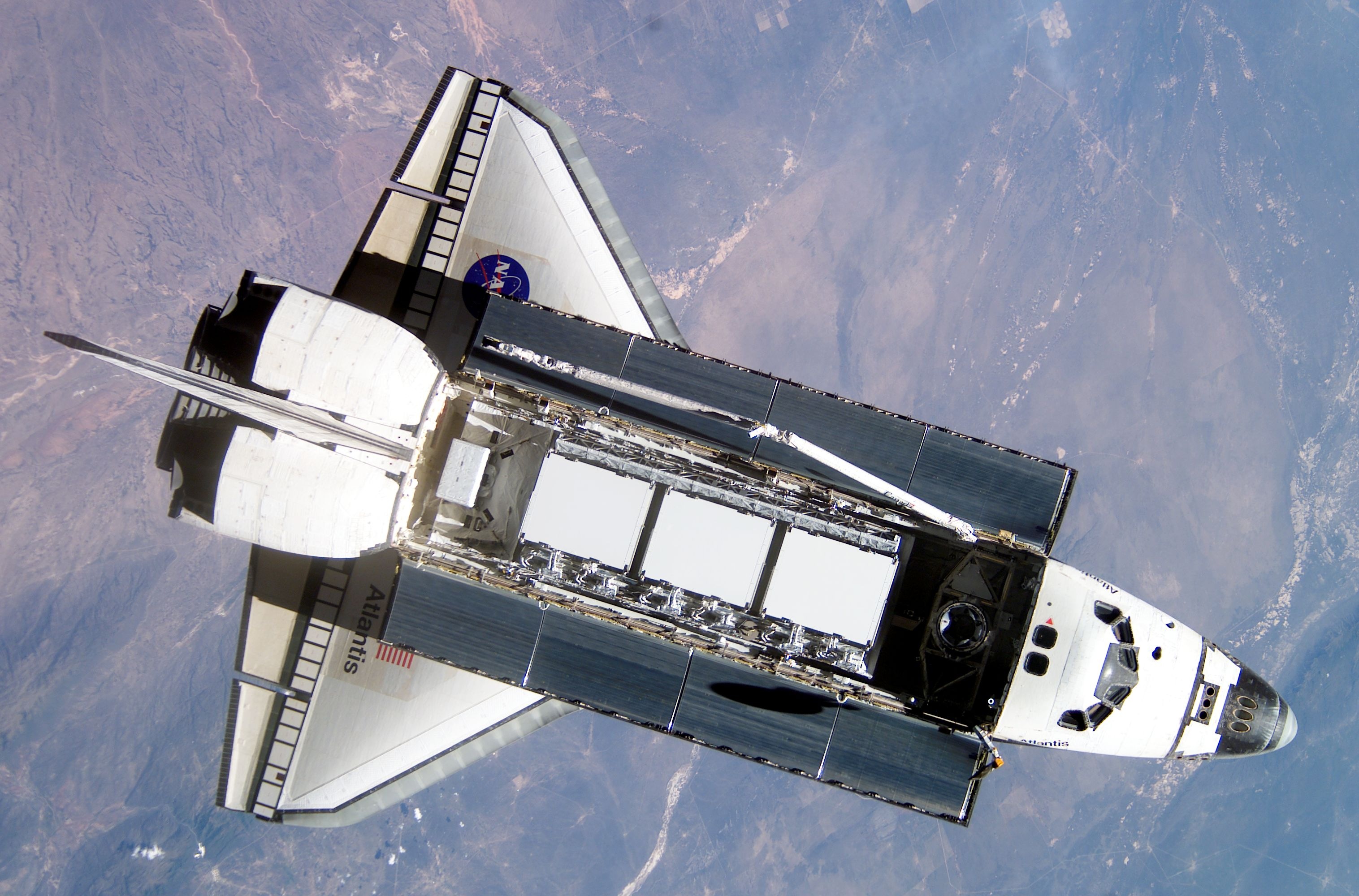
국제 우주 정거장에 도킹하기 위해 접근 중인 애틀랜티스. 페이로드 베이에 실려 있는 부품은 S1 truss이며, 임무는 STS-112이다.
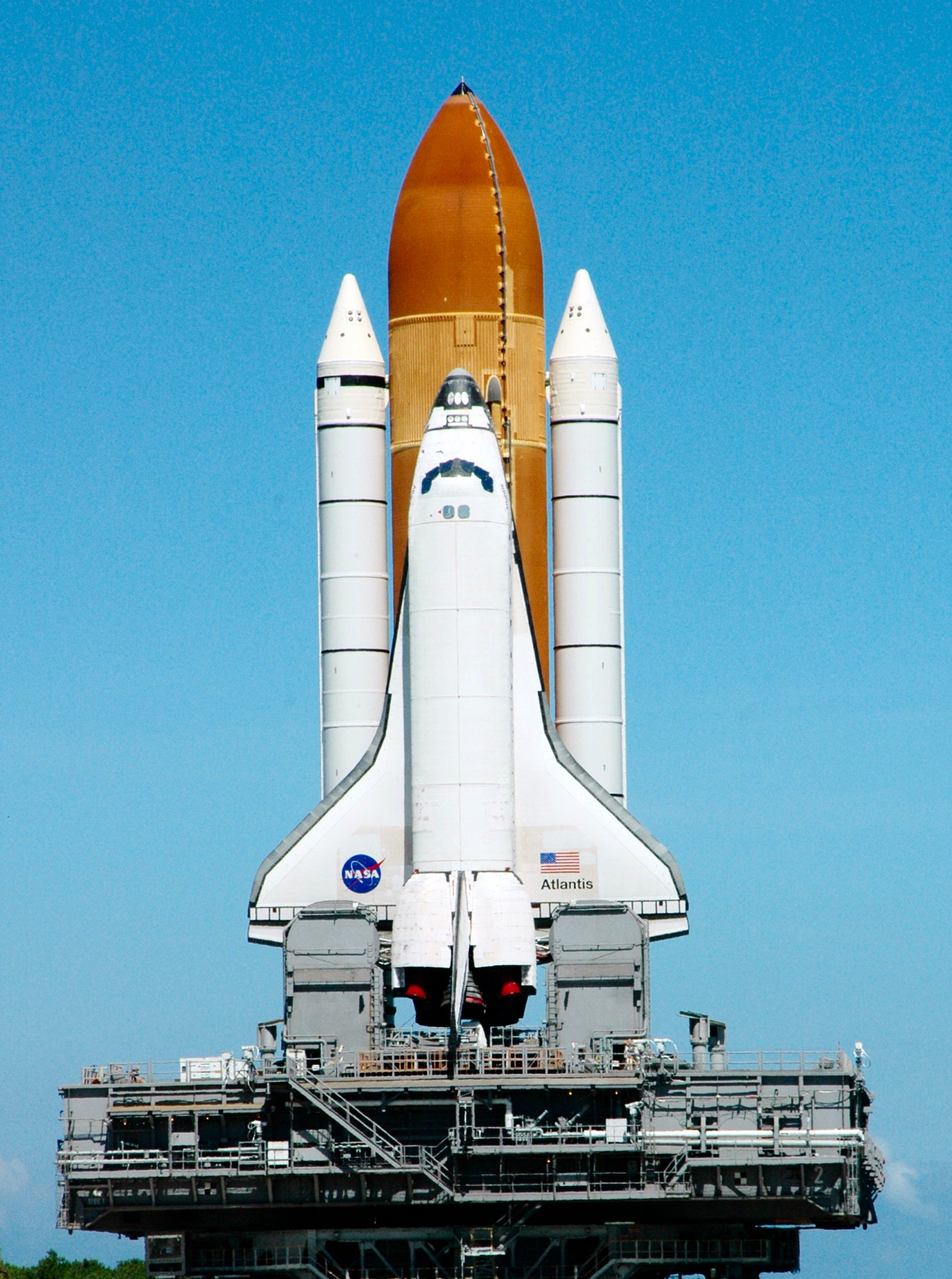
STS-115 임무를 위해 발사대기중인 애틀랜티스.
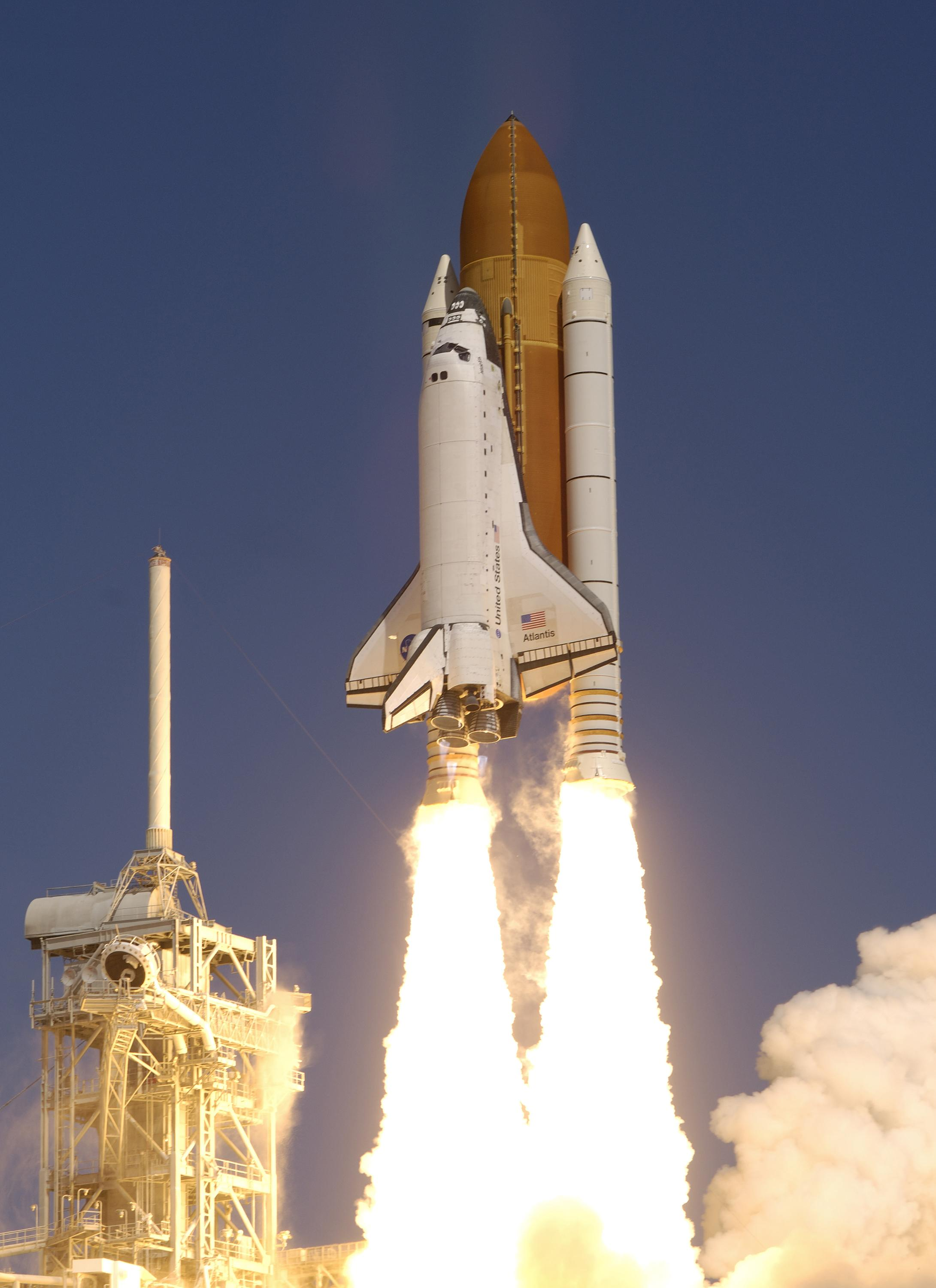
STS-115의 발사 장면.

## 같이 보기
- STS-135